# Lion-sur-Mer

Lion-sur-Mer este o comună în departamentul Calvados, Franța. În 1 ianuarie 2022 avea o populație de 2.510 de locuitori.